# 元氣史萊姆3 大海盜與尾巴團
《元氣史萊姆3 大海盜與尾巴團》是一款由东星软件开发并由史克威尔艾尼克斯发行在任天堂3DS平台上的元氣史萊姆系列游戏。本作是该系列首款登陆任天堂3DS平台的作品，也是史克威尔·艾尼克斯为庆祝勇者斗恶龙系列诞生25周年而制作的纪念游戏之一。
《元氣史萊姆3 大海盜與尾巴團》于2011年11月2日在日本地区发售，一年后的2012年12月6日史克威尔·艾尼克斯发售了本作的廉价版。

## 角色
主角（內定名是史拉林）
主角。
米伊洪
主角的其中一位朋友。
哆啦雄
主角的其中一位朋友。
史拉美
主角的妹妹。
神父
鎮上的神父。
格蘭爺爺
鎮上的長老。以前的是請見，格蘭史萊姆。
爸爸
主角的父親。
媽媽
主角的母親。
史拉丸
迅速妃走調查團的一員。
史拉影
迅速妃走調查團的一員。
湯米
迅速妃走調查團的一員。
老婆婆
一個史萊姆老婆婆，是唯一會咒文的。
史萊巴
穿上黑色盔甲的深藍色史萊姆。
國王
大的身體像雲一般的鬍子的特徵的史蘭王國的國王。

## 外部連結
- （日語）遊戲官方網站 （页面存档备份，存于）